# Compresión G4 de CCITT
La compresión Grupo 4 de CCITT, también conocida como G4 o Modified Modified Read (MMR), es un método de compresión sin pérdida para la compresión de imágenes utilizado en las máquinas de fax de Grupo 4, definidas en el estándar de fax T.6 de ITU-T. Sólo se utiliza para las imágenes bitonales (blanco y negro). El Grupo 4 de compresión está basado en el esquema de compresión de dos dimensiones Grupo 3 (G3-2D), también conocido como Modified Read, que a su vez se basa en el esquema de compresión de una dimensión Grupo 3 (G3), conocido a su vez como Modified Huffman coding. La compresión Grupo 4 está disponible en muchos formatos propietarios de archivos de imágenes y en formatos estándares como TIFF, CALS y el formato para documentos PDF.
Grupo 4 ofrece una pequeña mejora sobre G3-2D al eliminar los códigos al final de línea (EOL, end of line). La compresión G3 y G4 tratan ambas a la imagen como una serie de franjas horizontales sobre una página blanca. Se alcanza mejor compresión cuando hay unos pocos y únicos puntos o líneas negras sobre la página. Tanto G3-2D como G4 añaden un rasgo de dos dimensiones para alcanzar más compresión, al tomar ventaja de la simetría vertical. La compresión G4 normalmente alcanza una escala de compresión de 20:1. Para una página de 8.5"x11" escaneada a 200PPI, esto equivale a una reducción de tamaño de 456.54 kb a 22.82 kb.